# Krzemienna (szczyt)
Krzemienna (937 m n.p.m.) – szczyt w Bieszczadach Zachodnich.
Jest najdalej na południe położonym wybitnym (dalej na południowy wschód leży niewysoki Jaworysz – 711 m n.p.m.) szczytem masywu Falowej i Czereniny, a także całego Pasma Łopiennika i Durnej. Od północnego wschodu przełęcz (766 m n.p.m.) oddziela ją od Czereniny (981 m n.p.m.), natomiast na południu przełęcz Przysłup (678 m n.p.m.) stanowi granicę z pasmem granicznym. Zachodnie zbocza opadają w dolinę Dołżyczki, zaś wschodnie – do doliny Wetliny. Stoki są zwarte, zalesione i, szczególnie na południowym zachodzie, dosyć strome.
Nie prowadzą tędy znakowane szlaki turystyczne.